# Xenimpia trizonata
Xenimpia trizonata là một loài bướm đêm trong họ Geometridae.